# Jaume Aymar i Ragolta
Jaume Aymar i Ragolta (Barcelona, 1957) és un religiós, historiador i publicista català. És sacerdot de l'Arxidiòcesi de Barcelona, actualment rector de la parròquia de Santa Maria de Badalona.
Va obtenir el doctorat en història de l'art per la Universitat de Barcelona el 1993. És professor de la Facultat de Filosofia de la Universitat Ramon Llull (URL) i de la Facultat de Ciències de la Comunicació Blanquerna, on ha impartit assignatures d'història, història de l'art, estètica, iconografia i cursos sobre mitjans de comunicació per a educadors. Entre 1998 i 2005, va ser degà de la Facultat de Filosofia de la Universitat Ramon Llull. Des de setembre de 2008 és director de Ràdio Estel, emissora de l'arquebisbat de Barcelona, i del setmanari de cultura religiosa Catalunya Cristiana. De 1991 a 2014 va ser rector de la Parròquia de Sant Francesc d'Assís de Badalona, des d'allà va ser traslladat a la parròquia de Santa Maria, a la mateixa ciutat.
En el camp de la recerca, és autor de nombrosos llibres i articles, i ha organitzat exposicions temporals i permanents.
L'any 1994, va promoure la fundació de Ràdio Estel (106.6 FM). És president de la Fundació Catalunya-Amèrica, destinada a fonamentar les relacions entre Catalunya i el continent americà, i membre fundador de l'Àmbit d'Investigació i Difusió Maria Corral.
El 2012 fou elegit per unanimitat fill adoptiu de Calonge, al Baix Empordà.
Vers la fi del 2012, va destacar-se en publicar una teoria sorprenent sobre el fet que Cristòfor Colom ni tan sols fos català sinó també tingués arrels calongines. En la seva funció d'arxipreste preconitza la convivència pacífica de les diverses religions.
El desembre de 2016 fou nomenat president del Centre d'Estudis Calongins Colònico.

## Publicacions principals
- Colom i Calonge, una hipòtesi, un documental de Jaume Romera, fundat en les recerques d'Aymar, 2012[7]
- (i cols.) Simbologia religiosa en l'art occidental, Barcelona, Edimurtra, 2006
- (i cols.) Calonge i Sant Antoni, Girona, Diputació de Girona/Caixa de Girona, 2005.
- (i cols.) Pedagogia dels sentiments, Barcelona, Edimurtra, 2005.
- «Salvador Dalí, un místic peculiar», a: Analecta sacra tarraconensia: Revista de ciències historicoeclesiàstiques, Vol. 77, 2004.
- (i cols.) Aprendre a pensar, Barcelona, Edimurtra, 2004.
- Gaudí i Verdaguer : concordança i context, Barcelona, Universitat Ramon Llull, 2002.
- «La biblioteca del Monasterio de Sant Jeroni de la Murtra», a: La orden de San Jerónimo y sus monasterios: actas del simposium (II), 1/5-IX-1999 / coord. por Francisco Javier Campos y Fernández de Sevilla, Vol. 2, 1999.
- La bellesa, Barcelona, Claret, 1995.
- El Monestir de Sant Jeroni de la Murtra, Diputació de Barcelona, 1993.
- Record i memòria de la processó del silenci de Badalona, Badalona, Publicacions de la Parròquia de Santa Maria de Badalona, 1989.
- «L'ermita de Sant Daniel de Calonge», Estudis del Baix Empordà, 1984, vol. 3, pàgines 117-128
- L'anticlericalisme en el Baix Empordà i altres articles històrics, Sant Cugat del Vallès-Barcelona, Edicions Catalanes, 1983.
- Els secrets de Sa Bardissa, Recull d'articles històrics sobre temes calongins, 3a edició, corregida i augmentada, Diputació de Girona-Ajuntament de Calonge, 2005.
- "La Creu de Montigalà i la Terra Feliç" a Montigalà. Una creu centenària (1913-2013). Editorial Edimurtra i Arxiprestat de Badalona Nord, 2013
- L'ànima del meu poble.Itinerari de Mn. Pere Surribas i Garrober (Figueres, 1925-Girona, 1999) Ajuntament de Calonge, 2014.
- "El secret de la volta de la Sixtina" a "Pastura les meves ovelles" (Jn 21.16) Miscel·lània d'homenatge al cardenal Lluís Martínez Sistach. Ateneu Universitari Sant Pacià, Barcelona, 2015.